# Улома (Вологодская область)
Улома — село в Череповецком районе Вологодской области.
Входит в состав Коротовского сельского поселения, с точки зрения административно-территориального деления — в Коротовский сельсовет.
Расстояние до районного центра Череповца по автодороге — 63 км, до центра муниципального образования Коротово по прямой — 4 км. Ближайшие населённые пункты — Паршино, Катилово, Заречье, Кокорево.

## Население
| 2010 |
| ---- |
| 3    |

По переписи 2002 года население — 8 человек.